# European Film Awards 2024
La 37ª cerimonia degli European Film Awards si è tenuta il 7 dicembre 2024 al Centro culturale e congressuale di Lucerna, in Svizzera. I candidati delle categorie principali sono stati annunciati il 13 novembre 2024, lo stesso giorno in cui sono stati annunciati i vincitori dei premi tecnici. Emilia Pérez è stato sia il film più candidato che quello più premiato dell'edizione, vincendo tutte e cinque le categorie per le quali era candidato, tra cui miglior film.

## Vincitori e candidati
I vincitori sono indicati in grassetto, a seguire gli altri candidati:

### Miglior film
- Emilia Pérez, regia di Jacques Audiard ·  Francia
- Il seme del fico sacro (Dāne-ye anjīr-e ma'ābed), regia di Mohammad Rasoulof ·  Iran ·  Germania ·  Francia
- La stanza accanto (La habitación de al lado), regia di Pedro Almodóvar ·  Spagna
- The Substance, regia di Coralie Fargeat ·  Regno Unito
- Vermiglio, regia di Maura Delpero ·  Italia ·  Francia ·  Belgio

### Miglior regista
- Jacques Audiard – Emilia Pérez
- Pedro Almodóvar – La stanza accanto (La habitación de al lado)
- Andrea Arnold – Bird
- Maura Delpero – Vermiglio
- Mohammad Rasoulof – Il seme del fico sacro (Dāne-ye anjīr-e ma'ābed)

### Miglior attrice
- Karla Sofía Gascón – Emilia Pérez
- Trine Dyrholm – Pigen med nålen
- Renate Reinsve – Armand
- Vic Carmen Sonne – Pigen med nålen
- Tilda Swinton – La stanza accanto (La habitación de al lado)

### Miglior attore
- Abou Sangare – La storia di Souleymane (L'Histoire de Souleymane)
- Daniel Craig – Queer
- Lars Eidinger – Sterben
- Ralph Fiennes – Conclave
- Franz Rogowski – Bird

### Miglior sceneggiatura
- Jacques Audiard – Emilia Pérez
- Pedro Almodóvar – La stanza accanto (La habitación de al lado)
- Coralie Fargeat – The Substance
- Mohammad Rasoulof – Il seme del fico sacro (Dāne-ye anjīr-e ma'ābed)
- Magnus von Horn e  Line Langebek – Pigen med nålen

### Miglior fotografia
- Benjamin Kračun – The Substance

### Miglior montaggio
- Juliette Welfling – Emilia Pérez

### Miglior scenografia
- Jagna Dobesz – Pigen med nålen

### Migliori costumi
- Tanja Hausner – Des Teufels Bad

### Miglior trucco
- Evalotte Oosterop – Ljósbrot

### Miglior colonna sonora
- Frederikke Hoffmeier – Pigen med nålen

### Miglior sonoro
- Pierre Bariaud, Charlotte Butrak, Samuel Aïchoun e Rodrigo Díaz – La storia di Souleymane (L'Histoire de Souleymane)

### Migliori effetti visivi
- Bryan Jones, Pierre Procoudine-Gorsky, Chervin Shafaghi e Guillaume Le Gouez – The Substance

### Miglior rivelazione
- Armand, regia di Halfdan Ullmann Tøndel ·  Norvegia ·  Paesi Bassi ·  Germania ·  Svezia
- Akiplėša, regia di Saulė Bliuvaitė ·  Lituania
- Anul Nou care n-a fost, regia di Bogdan Mureșanu ·  Romania ·  Serbia
- Hoard, regia di Luna Carmoon ·  Regno Unito
- Kneecap, regia di Rich Peppiatt ·  Irlanda
- Santoṣ, regia di Sandhya Suri ·  Regno Unito ·  Francia ·  Germania

### Miglior documentario
- No Other Land, regia di Yuval Abraham, Rachel Szor, Basel Adra e Hamdan Ballal ·  Palestina ·  Norvegia
- Bye Bye Ṭabariyya, regia di Lina Soualem ·  Palestina ·  Francia ·  Belgio
- Dahomey, regia di Mati Diop ·  Senegal ·  Francia
- Soundtrack to a Coup d'Etat, regia di Johan Grimonprez ·  Francia ·  Belgio ·  Paesi Bassi
- W zawieszeniu, regia di Alina Maksimenko ·  Polonia

### Miglior film d'animazione
- Flow - Un mondo da salvare (Straume), regia di Gints Zilbalodis ·  Lettonia ·  Francia ·  Belgio
- Dispararon al pianista, regia di Fernando Trueba e Javier Mariscal ·  Spagna ·  Francia ·  Paesi Bassi ·  Portogallo ·  Perù
- Sauvages, regia di Claude Barras ·  Svizzera ·  Francia ·  Belgio
- El sueño de la sultana, regia di Isabel Herguera ·  Spagna ·  Germania ·  India
- Život k sežrání, regia di Kristina Dufková ·  Rep. Ceca ·  Slovacchia

### Miglior cortometraggio
- Čovjek koji nije mogao šutjeti, regia di Nebojša Slijepčević ·  Croazia ·  Francia ·  Bulgaria ·  Slovenia
- 2720, regia di Basil da Cunha ·  Portogallo ·  Svizzera
- Clamor, regia di Salomé Da Souza ·  Francia
- The Exploding Girl, regia di Caroline Poggi e Jonathan Vinel ·  Francia
- Wander to Wonder, regia di Nina Gantz ·  Paesi Bassi ·  Francia ·  Belgio ·  Regno Unito

### European University Film Award
- Trei kilometri până la capătul lumii, regia di Emanuel Pârvu ·  Romania
- Ap'rili, regia di Dea K'ulumbegashvili ·  Georgia ·  Francia ·  Italia
- Armand, regia di Halfdan Ullmann Tøndel ·  Norvegia ·  Paesi Bassi ·  Germania ·  Svezia
- Kneecap, regia di Rich Peppiatt ·  Irlanda
- Mond, regia di Kurdwin Ayub ·  Austria

### Premio del pubblico
- Animal, regia di Sofia Exarchou ·  Grecia
- Dahomey, regia di Mati Diop ·  Senegal ·  Francia
- Flow - Un mondo da salvare (Straume), regia di Gints Zilbalodis ·  Lettonia ·  Francia ·  Belgio
- Intercepted, regia di Oksana Karpovyč ·  Canada ·  Francia ·  Ucraina
- Julie ha un segreto (Julie zwijgt), regia di Leonardo van Dijl ·  Belgio ·  Svezia

### Young Audience Award
- La vita straordinaria di Ibelin (Ibelin), regia di Benjamin Ree ·  Norvegia
- Lars er LOL, regia di Eirik Sæter Stordahl ·  Norvegia ·  Danimarca
- Sieger sein, regia di Soleen Yusef ·  Germania

### Premio alla carriera
- Wim Wenders

### Miglior contributo europeo al cinema mondiale
- Isabella Rossellini

### Miglior co-produttore europeo
- Labina Mitevska